# Sultanaat Kathiri
Het sultanaat Kathiri (Arabisch: الكثيري, al-Kaṯīrī), de laatste officiële naam was Kathiri Staat van Seiyun in Hadhramaut (Arabisch: السلطنة الكثيرية , Hadramaut سيؤن- حضرموت , as-Saltana al-Kathīrīya Say'un) was een van de vele oude sultanaten op de plek waar nu Jemen ligt. Het sultanaat grensde in het begin aan het sultanaat Mahra, Shihr, Mukalla, het sultanaat Wahidi en Djerdan.

## Geschiedenis
In 1830 kreeg Kathiri een nieuw buurland. Het sultanaat Wahidi splitste zich op in het sultanaat Wahidi Balhaf, het sultanaat Wahid Haban, het sultanaat Wahidi Azzan en het sultanaat Wahidi Bir Ali. Het laatste sultanaat grensde aan Kathiri. In 1847 kreeg het sultanaat Kathiri de naam Kathiristaat Seiyun in Hadramaut. In 1866 wist het sultanaat Shihr te veroveren en bij hun eigen land te voegen. Maar dit duurde niet lang. In 1867 wist Shihr zich weer te ontworstelen aan de bezetting van Kathiri. In 1881 kreeg Kathiri een nieuw buurland. Mukkalla en Shihr verenigde zich tot Qu'aiti. In 1888 werd het sultanaat Kathiri samen met Qu'aiti, het sultanaat Wahidi Balhaf en het sjeikdom Aqrabi onderdeel van het protectoraat Aden. Behalve de 4 staten hier zijn er nog 26 andere staten die onderdeel van het protectoraat werden. In 1963 vormden de staten - waaronder Kathiri - die niet tot de Federatie van Zuid-Arabische Emiraten waren toegetreden het protectoraat Zuid-Arabië. In 1967 werd het protectoraat onderdeel van de staat Zuid-Jemen. In 1990 werd Zuid-Jemen verenigd met Noord-Jemen tot een geheel.